# Piridoksamin-fosfat transaminaza
Piridoksamin-fosfat transaminaza (EC 2.6.1.54, piridoksamin fosfatna aminotransferaza, piridoksamin 5'-fosfat-alfa-ketoglutaratna transaminaza, piridoksaminska 5'-fosfat transaminaza) je enzim sa sistematskim imenom piridoksamin-5'-fosfat:2-oksoglutarat aminotransferaza (formira D-glutamat). Ovaj enzim katalizuje sledeću hemijsku reakciju
piridoksamin 5'-fosfat + 2-oksoglutarat {\displaystyle \rightleftharpoons } piridoksal 5'-fosfat + D-glutamat
Ovaj enzim takođe u manjoj meri deluje na piridoksamin.

## Literatura
- Nicholas C. Price; Lewis Stevens (1999). Fundamentals of Enzymology: The Cell and Molecular Biology of Catalytic Proteins (Third изд.). USA: Oxford University Press. ISBN 019850229X.
- Eric J. Toone (2006). Advances in Enzymology and Related Areas of Molecular Biology, Protein Evolution (Volume 75 изд.). Wiley-Interscience. ISBN 0471205036.
- Branden C; Tooze J. Introduction to Protein Structure. New York, NY: Garland Publishing. ISBN 0-8153-2305-0.
- Irwin H. Segel. Enzyme Kinetics: Behavior and Analysis of Rapid Equilibrium and Steady-State Enzyme Systems (Book 44 изд.). Wiley Classics Library. ISBN 0471303097.
- William P. Jencks (1987). Catalysis in Chemistry and Enzymology. Dover Publications. ISBN 0486654605.

## Spoljašnje veze
- Pyridoxamine-phosphate+transaminase на 